# Ugiertowo
Ugiertowo (deutsch Augarshof) ist ein Ort in der polnischen Woiwodschaft Ermland-Masuren. Er gehört zur Gmina Kętrzyn (Landgemeinde Rastenburg) im Powiat Kętrzyński (Kreis Rastenburg).

## Geographische Lage
Ugiertowo liegt in der nördlichen Woiwodschaft Ermland-Masuren, 19 Kilometer nordöstlich der einstigen Kreisstadt Sensburg (polnisch Mrągowo) bzw. 21 Kilometer südwestlich der heutigen Kreismetropole Kętrzyn (deutsch Rastenburg).

## Geschichte
Im Jahre 1861 wurde Augarshof als ein großes Hofanwesen gegründet. Bis 1945 war der kleine Ort ein Wohnplatz der Gemeinde Salpkeim (polnisch Salpik) im ostpreußischen Kreis Sensburg. Im Jahre 1871 zählte Augarshof 36 Einwohner, 1885 waren es 28, und 34 im Jahre 1905.
Mit der Abtretung des gesamten südlichen Ostpreußen 1945 in Kriegsfolge an Polen erhielt Augarshof die polnische Namensform „Ugiertowo“. Heute ist die Siedlung (polnisch = „Osada“) in die Landgemeinde Kętrzyn (Rastenburg) im Powiat Kętrzyński (Kreis Rastenburg) eingegliedert, von 1972 bis 1998 der Woiwodschaft Olsztyn, seither der Woiwodschaft Ermland-Masuren zugehörig.

## Kirche
Bis 1945 war Augarshof in die evangelische Kirche Eichmedien (polnisch Nakomiady) in der Kirchenprovinz Ostpreußen der Kirche der Altpreußischen Union, außerdem in die römisch-katholische St.-Katharinen-Kirche Sensburg im Bistum Ermland eingepfarrt.
Heute gehört Ugiertowo katholischerseits zur Pfarrei Nakomiady im Erzbistum Ermland, evangelischerseits zur Johanneskirche Kętrzyn in der Diözese Masuren der Evangelisch-Augsburgischen Kirche in Polen.

## Verkehr
Ugiertowo liegt an einer Nebenstraße, die Salpik (Salpkeim) mit Sykstyny (Sixtin) verbindet. Eine Anbindung an den Bahnverkehr besteht nicht.